# Tajna čokolade
Tajna čokolade (Dame Chocolate) je telenovela na španjolskom jeziku koja je proizvela američka televizijska mreža Telemundo. Telenovela je rađena prema originalnoj ideji Perle Farias.

## Radnja
Priča o trnovitom putu povratka svrgnute skromne i plemenite vlasnice unosnog čokoladnog carstva.
Duboko u srcu Meksika, u malenom selu Xochilcacahuatel, daleko od svih čari modernog svijeta, skromnim životom živi neobično stanovništvo, štovatelji drevnog kulta Ek Chuah.
Nakon nekoliko godina provedenih izvan sela zbog školovanja, u selo se vraća osamnaestogodišnja Rosita Amado, neugledna djevojka vedra duha i plemenite duše.
Rosita je unuka bogatog poduzetnika Juana koji je davno napustio rodno selo i preselio se u Miami, gdje je oženio bogatu udovicu Ann Remington. Nakon smrti supruge, Juan je naslijedio čitavo bogatstvo, ali i skrb za Grace, Anninu problematičnu kćer iz prvog braka koja Juana nikad nije voljela.
Sad već postariji i bolestan, Juan osjeća kako ga smrt vreba iz blizine pa se odluči vratiti u Xochilcacahuatel kako bi unuci povjerio tajnu koja mu je pomogla izgraditi bogatstvo. Naime, Juan je jedina osoba na svijetu koja poznaje drevni recept drevnih Maya za spravljane čarobne čokolade s kojim su on i njegova preminula supruga izgradili unosno čokoladno carstvo.
Nakon Juanove smrti, Rosita putuje u Miami kako bi ispunila posljednju želju svoga djeda- sjela na mjesto predsjednice tvrtke, Chocolate Supremo, i postala kraljicom čokolade. No Grace manipulacijama, spletkama i prevarama izigra Rositino povjerenje kako bi se dočepala nasljedstva i tajne recepture za spravljanje čokolade, a njezin sin Bruce, u kojeg je Rosita strastveno zaljubljena, nehotice joj slomi srce. Moć je sada u rukama Remingtonovih, a Rosita je na cesti i jedino što joj preostaje je nov početak i iščekivanje pravog trenutka kad će Dame Chocolate dobiti priliku za osvetu i povratak ukradene ljubavi.
Na trnovitom putu Rosita će se u borbi za ljubav i ostavštinom svoga djeda morati suoćiti sa svjetom spletki, osobnim izdajama, okrutnim lažima i ukletom ljubavi. Povest će borbu i za vlastiti život kada se u njen život vrate zli duhovi prošlosti vođeni strašću, pohlepom i mržnjom. No nov početak donijet će nove avanture na njenom putu čokoladne čarolije.

## Uloge
| Glumac/ica                    | Lik                              |
| ----------------------------- | -------------------------------- |
| Génesis Rodríguez             | Rosita Amado Violeta Hurtado     |
| Carlos Ponce                  | Bruce Remington                  |
| María Antonieta de las Nieves | Dulce Amado                      |
| Kristina Lilley               | Grace Remington †                |
| Mauricio Ochmann              | Fabián Duqué                     |
| Khotan Fernandez              | Angel Perez †                    |
| Karla Monroig                 | Samantha Porter † Deborah Porter |
| Eduardo Serrano               | Lorenzo Flores                   |
| Ricardo Chavez                | Diosdado Amado                   |
| Héctor Suárez                 | Juan Amado †                     |
| Jullye Giliberti              | Julia Arismendi                  |
| Rosalinda Rodríguez           | Hortensia Amado                  |
| Riczabeth Sobalvarro          | Eulalia                          |
| Álvaro Ruíz                   | Luis                             |
| Adriana Acosta                | Matilde                          |
| Gustavo Franco                | Mauricio Duque                   |
| Frank Falcón                  | Dr. Bob                          |
| Pedro Moreno                  | José Guttierez                   |
| Jose Ramon Blanch             | Ricardo Solis                    |
| Jessica Pacheco               | Ligia                            |
| Taniusha Capote               | Azucena Amado                    |
| Bernhard Seifert              | Eduardo †                        |
| Zuleyka Rivera                | Betsy                            |
| Victor Corona                 | Anacleto                         |
| Freddy Viques                 | Matias                           |
| Carmen Olivares               | Carmen                           |
| Arianna Coltellacci           | Veronica †                       |
| Giovanna del Portillo         | Lupe †                           |
| Xavier Coronel                | Arturo Bonet                     |
| Heidy Serrano                 | La Loba                          |
| Angely Moncayo                | Maria                            |

## Vanjske poveznice
- Uvodna špica telenovele
- Službena stranica  Arhivirana inačica izvorne stranice od 20. ožujka 2007. (Wayback Machine)